# Alberto Randegger

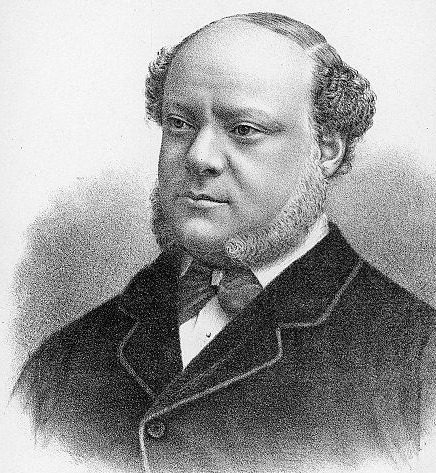
Albert Randegger, um 1879

Alberto Abramo Randegger (* 13. April 1832 in Triest, Herrschaft Triest, Kaisertum Österreich; † 18. Dezember 1911 in London) war ein österreichisch-britischer Gesangspädagoge, Dirigent und Komponist. In London, wo er von 1854 bis zu seinem Tod lebte, entwickelte er sich zu einem einflussreichen Musiker der Viktorianischen Ära.

## Leben
Alberto Randegger war Sohn eines Schullehrers aus Triest. Seine musikalisch interessierte Mutter stammte aus der Toskana. Sein Onkel war der Triester Lehrer und Rabbiner Mayer Randegger. Mit dreizehn Jahren begann er auf einem alten Spinett zu spielen. In seiner Vaterstadt erhielt er eine musikalische Ausbildung. Bei A. Tivoli und Jean Lafont, dem Organisten der anglikanischen Kirche von Triest, studierte er Klavier, bei Luigi Ricci Komposition. 1850 hatte er eine Begegnung mit Giuseppe Verdi. Im Alter von 18 Jahren schrieb er die Ballettstücke La fidanzata di Castellamare und La Sposa d’Appenzello. 1852 debütierte er in Triest mit der komischen Oper Il Lazzarone, die er mit anderen Schülern Riccis gemeinsam komponiert hatte. Eine Weile wirkte er als Dirigent an Theatern in Dalmatien und Norditalien, in Rijeka, Senigallia und Venedig, auch in Brescia, wo er 1854 seine tragische Oper Bianca Capello aufführte. 
1854 zog er nach London, nachdem er ein Engagement in New York City, das er auf Betreiben von Max Strakosch geplant hatte, wegen einer Cholera-Epidemie aufgegeben hatte. In London wurde Michele Costa ein guter Freund. Ab 1857 dirigierte er italienische Opern am St. James’s Theatre. 1859 erhielt Randegger die Organisten- und Chordirigentenstelle der St. Paul’s Church (Regent’s Park), die er bis 1870 bekleidete. 1861 schrieb er eine Trauerhymne für den verstorbenen Prinzgemahl Albert von Sachsen-Coburg und Gotha. Ab 1868 unterrichtete er Gesang an der Royal Academy of Music, dann auch am Royal College of Music. Er wurde außerdem Dirigent der Queen’s Hall Choral Society. Von 1895 bis 1897 leitete er die Symphoniekonzerte in der Queen’s Hall, von 1881 bis 1905 das Norwich Festival. Von 1879 bis 1885 war er Musikdirektor der Carl Rosa Opera Company. Ferner war er Operndirigent weiterer Londoner Theater. So betreute er an der Covent Garden Opera und am Drury Lane Theatre das klassische Repertoire.
Als Komponist von großem Ideenreichtum und vorzüglicher Kontrapunktik schrieb er zahlreiche Vokal- und Instrumentalwerke. Außer Opern, Operetten und Ballettstücken komponierte er Kantaten, Messen und Lieder. Als Gesangspädagoge hatte er durch sein Lehrbuch Singing (1878, mehrere Neuauflagen) großen Einfluss auf den Gesangsstil, nicht nur in seiner Zeit. Verdienste erwarb er sich auch als Dirigent früher Opern von Richard Wagner. 1882 wurde er Ehrenmitglied der Royal Philharmonic Society.
Zu seinen Schülern zählten Alice Barth (1848–1910), David Bispham, Andrew Black (1859–1920), Robert Burnett (* 1875), Charles W. Clark (1865–1925), William Hayman Cummings (1831–1915), Ben Davies (1858–1943), Mary Davies (1855–1930), Darrell Fancourt (1886–1953), Evangeline Florence (1867–1928), David Ffrangcon-Davies (1855–1918), Putnam Griswold (1875–1914), Charles Knowles, Liza Lehmann, Edith Miller, Robert Radford (1874–1933), Frederick Ranalow (1873–1953), Robert Watkin-Mills (1849–1930), Greta Williams und Ellen Beach Yaw (1869–1947). 
Randegger heiratete 1884 seine 28 Jahre jüngere Schülerin Adeline de Leuw, eine Tochter des deutschen Landschaftsmalers Friedrich August de Leuw. Die kinderlose Ehe wurde 1892 geschieden. In zweiter Ehe vermählte er sich am 11. März 1897 in London mit der US-amerikanischen Konzertsängerin Louise Nancy Baldwin, die 1895 geschiedene Ehefrau des Schauspiellehrers Leland T. Powers (1857–1920), welche ebenfalls Gesang unterrichtete. Randegger war Onkel des österreichisch-italienischen Geigers, Dirigenten und Komponisten Alberto Iginio Randegger (1880–1918), den er mit großem Erfolg in die Londoner Musikszene einführte, und Cousin des italienisch-US-amerikanischen Pianisten Giuseppe Aldo Randegger (1874–1946).
Randegger starb nach kurzer Krankheit im Alter von 79 Jahren in seinem Haus in London-Marylebone. Seine Einäscherung fand im Golders Green Crematorium statt.

## Werke (Auswahl)

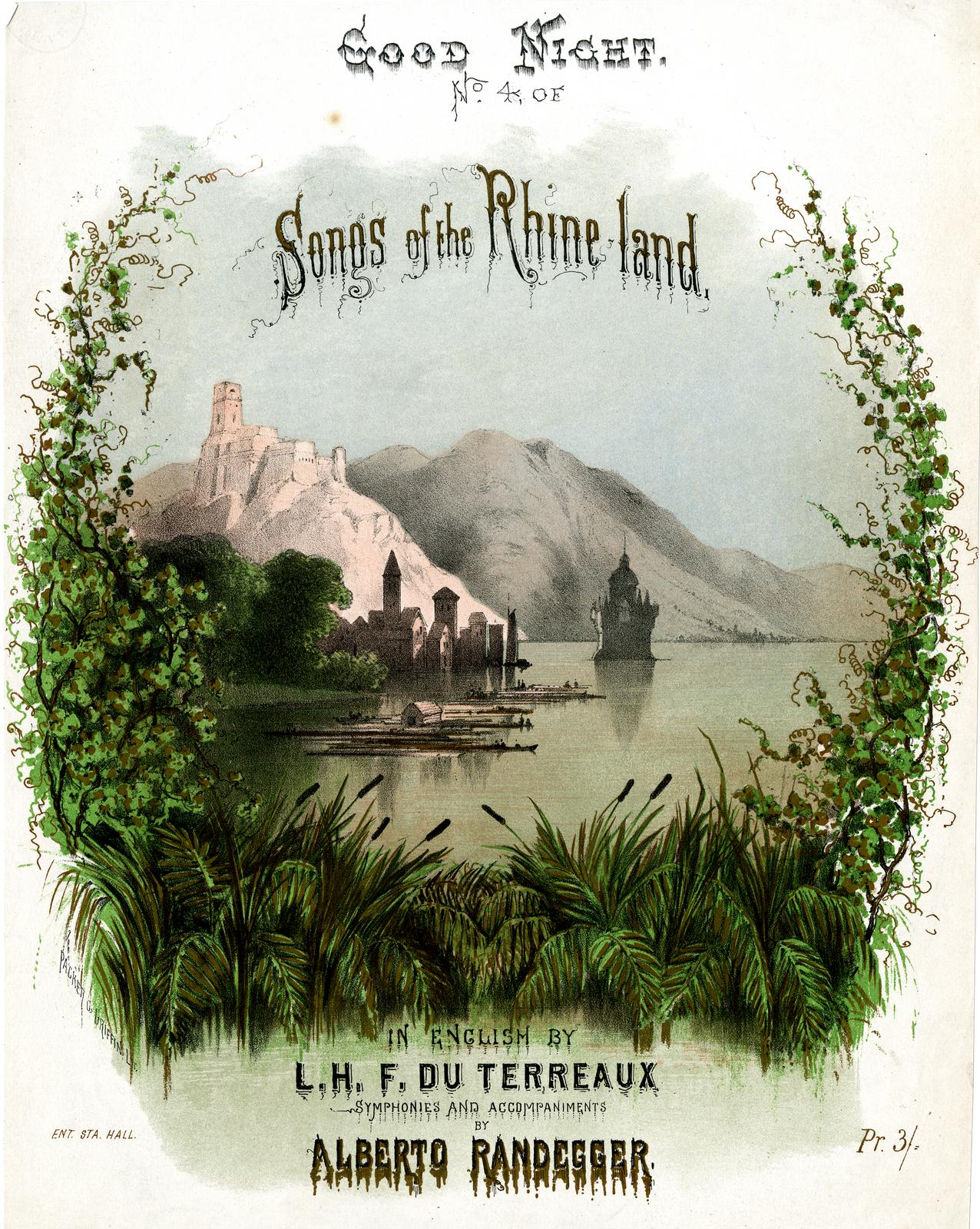
Good Night. N° 4 of Songs of the Rhineland. Titelblatt (Chromolithografie) zu einer Auswahl von Symphonien und Begleitmusiken von Alberto Randecker und ins Englische übersetzten Liedern von Louis Henry French Du Terreaux (1840–1878)

- La fidanzata di Castellamare, Ballett (1850)
- La Sposa d’Appenzello, Ballett (1850)
- mit Giuseppe Rota, Albert Zelman, Franz Berger: Il Lazzarone, Oper (1852)
- Bianca Capello, Oper (1854)
- An Angel Came Out of the Temple, Trauerhymne für Albert von Sachsen-Coburg und Gotha (1861)
- The Rival Beauties, Operette (1863)
- Medea, Szene (1869)
- 150. Psalm, Sopransolo (1872)
- Fridolin, Kantate (1873)
- Sappho, Oper (1875)
- Prayer of Nature, Szene nach George Gordon Byron (1887)